# Wilhelm Maurenbrecher

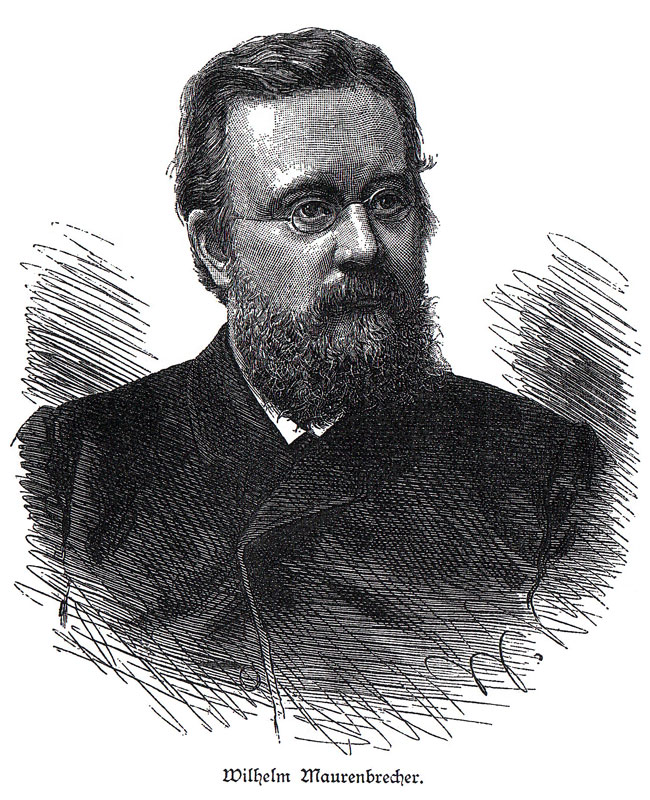
Wilhelm Maurenbrecher

Wilhelm Maurenbrecher (nascido Karl Peter Wilhelm Maurenbrecher, Bonn, 21 de dezembro de 1838 – Leipzig, 6 de novembro de 1892) foi um historiador alemão.

## Biografia
Wilhelm Maurenbrecher estudou na Universidade de Berlim e na Universidade de Munique sob a direção de Leopold von Ranke e Heinrich von Sybel. Fez pesquisas no Arquivo Geral de Simancas.
Em 1867 foi nomeado professor da Universidade de Tartu. Depois ensinou na Universidade de Königsberg en 1869, na Universidade de Bonn desde 1877 e na Universidade de Leipzig desde 1884.
Maurenbrecher foi o primeiro historiador protestante que escreveu sobre o movimento da Reforma Católica.
Colaborou com a revista Zeitschrift Historische, revista bimestral de história fundada em 1859 por Heinrich von Sybel na Universidade de Munich.

## Obra
- Karl der V. und die deutschen Protestanten, Düsseldorf 1865
- England im Reformationszeitalter, Düsseldorf 1866
- Studien und Skizzen zur Geschichte der Reformationszeit, Leipzig 1874.
- Geschichte der katholischen Reformation, Bd. I, Nördlingen 1880.
- Die preußische Kirchenpolitik und der Kölner Kirchenstreit, Stuttgart 1881.
- Geschichte der deutschen Königswahlen, Leipzig 1889.
- Geschichte der Gründung des Deutschen Reiches 1859–1870, Leipzig 1892.